# Céline van Gerner
Céline Henriette van Gerner (Zwolle, 1 de diciembre de 1994) es una deportista neerlandesa que compite en gimnasia artística.
Ganó una medalla de bronce en los Juegos Europeos de Bakú 2015 y una medalla de bronce en el Campeonato Europeo de Gimnasia Artística de 2018, ambas en la prueba por equipos.
Participó en dos Juegos Olímpicos de Verano, ocupando el séptimo lugar en Río de Janeiro 2016 (concurso por equipos) y el decimosegundo en Londres 2012 (concurso individual).

## Palmarés internacional
| Juegos Europeos    | Juegos Europeos       | Juegos Europeos   | Juegos Europeos      |
| Año                | Lugar                 | Medalla           | Competición          |
| ------------------ | --------------------- | ----------------- | -------------------- |
| 2015               | Bakú (Azerbaiyán)     | Medalla de bronce | Concurso por equipos |
| Campeonato Europeo |                       |                   |                      |
| Año                | Lugar                 | Medalla           | Prueba               |
| 2018               | Glasgow (Reino Unido) | Medalla de bronce | Concurso por equipos |